# Панайот Панайотов (певец)
Вижте пояснителната страница за други личности с името Панайот Панайотов.
Панайот Панайотов е известен български поп певец и композитор, родом от Айтос. Едни от най-големите хитове в репертоара му са „Момчето, което говори с морето“, „Обич“, „Бащината къща“, „Шопкиня“, „Охридското езеро“, „Банско“, „Айтозлия, майко, сливналия“, „Тамбуро моя“, „Кристина“, „Магдалена“, „Потърси ме в Родопите“, „Завръщане“, „Време е изглежда“, „Здравей, обич моя“, „Мижав интерес“ и др.

## Биография
Роден е в Айтос на 28 март 1951 г. Започва да пее още като ученик в различни самодейни състави. В края на 70-те има успешни изяви като изпълнител на различни международни конкурси. Става солист на Представителния ансамбъл при ГУСВ – София (1974 – 1975). През 1974 г. „Балкантон“ издава първата малка плоча на Панайот Панайотов под каталожен номер ВТК 3133, съдържаща песните „Човек живее с обич“ (м. и ар. Морис Аладжем, т. Димитър Ценов) и преводната „Идвай при мен“ (б. т. Димитър Стойчев, ар. Методи Иванов) – и двете в съпровод на ЕОАСВ под диригентството на Морис Аладжем. Следват още четири малки плочи, които не му носят голям успех. През 1976 г. завършва Естрадния отдел на музикалната академия при Стефан Атанасов. След това започва да пее на различни конкурси като „Интерталант“ – 1974, „Шлагерфестивал“ и други, докато се стига до 1979 г., когато печели Голямата награда за изпълнител на „Златният Орфей“ и съответно награда от фестивала в Сочи „Червеният карамфил“, което спомага за по-голямата популярност на певеца. На следващата година отново печели „Златният Орфей“, но този път получава Голяма награда за българска песен с „Бащината къща“ (по музика на Ангел Заберски). През 1980 г. печели и престижния поп конкурс „Бургас и морето“ с песента „Момчето, което говори с морето“, по музика и аранжимент на Константин Ташев и текст на Недялко Йорданов. През 1982 г. „Балкантон“ издава в съвместна малка плоча с Борис Гуджунов култовата песен от репертоара му „Момчето, което говори с морето“ под каталожен номер ВТК 3717. Започва да работи с група „Лира“ през 1980-те години. Участва в турнета в Русия, Куба, Унгария, Турция, Полша и други страни.
Истинският пробив на Панайот Панайотов настъпва през 1981 г., когато „Балкантон“ издава първия му студиен албум – дългосвирещата плоча „Обич“, и мигновено хитове от нея стават песните „Обич“, „Самотното море“, „Имена“ и „Елен Мари“.
През 1983 г. „Балкантон“ издава втората му дългосвиреща плоча – „Сватба“. От нея, освен „Сватба“, голям хит става и песента „Материя“, известна и като „От любов не се умира“.
През 1989 г. записва песен за Ванга (музика и аранжимент: Димитър Пенев, текст: Орлин Орлинов), която озаглавява третата му и последна дългосвиреща плоча, като е издадена и на малка плоча – и двете издадени от „Балкантон“. За издаването на песента певецът е поискал разрешение от пророчицата. Песните в дългосвирещата плоча са само по музика на Светозар Русинов и Димитър Пенев, като преобладават тези на Светозар Русинов. Хитове от нея са „Ванга“, „Всяка твоя стъпка“, „Катерина“ и „Далечен спомен“. След 1989 г. влиза в „Рива саунд“ и прави дуети с Росица Кирилова, като записват и албум. Двамата заедно печелят през 1993 г. наградата на журито и публиката от фестивала в Битоля „Интерфест“. 
През 1992 г. „Унисон“ издава четвъртия му студиен албум „Здравей, обич моя“, като освен заглавната песен хитове от него стават също и „Емилия“ и „Зодия Овен“. 
През 1994 г. „Рива саунд“ и „Вега-М“ съвместно издават най-хитовия албум на Панайот Панайотов „Шопкиня“ – почти всички песни от него стават големи хитове: „Шопкиня“, „Охридското езеро“, „Тамбуро моя“, „Спомен за една любов“, „Здравей, обич моя“, „Хей, циганко“, вторият и най-известен вариант на „Момчето, което говори с морето“, както и дуетът му с Росица Кирилова „Любовта ни“, включен и в следващия му албум „Без маска и грим“, който е и съвместен с Кирилова, излязъл през 1995 г. Хитове от „Без маска и грим“ са „Любовта ни“, „Да си простим“, „На сърце ми лежи“ и „За целувки и любов“. 
През 1996 г. „Рива саунд“ издава седмия му албум „Певецът“ на компактдиск, който съдържа един от най-големите хитове на Панайотов „Айтозлия, майко, сливналия“, други хитове от него са „Певецът“, „Майко“ и „Потърси ме в Родопите“. Песните от този албум „Рива саунд“ издава и на две аудиокасети, съответно „Певецът. Хитове 1“ и „Славяни. Хитове 2“. 
През 1997 г. „Унисон“ издава осмия му студиен албум, озаглавен „Маринела“, като тук заглавната песен не става никакъв хит, а само „Песен моя“. Албумът съдържа 12 песни, като само пет са от български композитори. В записите вземат участие Дани Милев – китара и вокалната група Мариана Тодоринова и Цветанка Йотова.
През 2000 г. „Милена рекърдс“ издава деветия студиен албум на Панайотов, озаглавен „Вдигам тост“, като освен заглавната песен, други хитове от него са „Тук остани“, „Циганко страстна“, „Диана, „Мирослава“ и „Кристина“. 
През 2009 г. песента му „Магдалена“ печели първа награда от конкурса „София пее“ и от същата година е обявен за „Почетен гражданин на Сливен“. През 2009 г. са издадени два компактдиска с най-доброто от певеца, озаглавени съответно „The best 1“ и „The best 2“. В двата диска освен изветните хитове на певеца, са включени и по-неизвестни и стари песни, някои от които от началото на кариерата му. В първия диск „The best 1“ се съдържа документален запис от фестивала „Златният Орфей“ през 1979 г. на песента от репертоара на Том Джоунс „Не мога да спра да те обичам“ (I cant stop lovin you), с която Панайот Панайотов печели голямата награда. През 2018 г. двата компактдиска са преиздадени в компилацията „Златна колекция“.
През 2011 г. музикална компания „БГ Къмпани“ издава юбилейния албум на певеца „Песен моя“, включващ предимно по-стари песни с имена за жени и любов, като са включени и няколко по-нови песни.
През 2021 г. записва албума си „Солена кръв“, издаден от музикална компания „Sunrise Marinov“ – Варна. Албумът съдържа 18 песни и те са само от български автори. Голяма част от тях са авторски композиции на Панайот Панайотов, както и част от текстовете. Най-много песни са включени от Светослав Лобошки – композитор и аранжьор, както и текстове на поетите Иван Тенев и Живко Колев. Албумът включва и песен в памет на легендарния футболист Георги Аспарухов – Гунди, издадена за пръв път през 2002 г. в албума „Зодия Овен“. От 2006 г. Панайот Панайотов не е записвал студиен албум.
През 2022 г. широка популярност добива спорът между Кичка Бодурова и Панайот Панайотов за неуредени сметки за съвместен техен концерт, който така и не се състои. По време на спора Панайотов на стената си във „Фейсбук“ пише фразата „мижав интерес“, която се превръща в много популярен израз, довел впоследствие и до създаването на съвместна едноименна песен на Панайотов с DJ Диан Соло, Криско и Гергана Стоянова, която става хит.
През 2024 г. Панайот Панайотов участва в 12-тия сезон на телевизионното шоу „Като две капки вода“, като стига до финала.
Председател е на журито в националния младежки фестивал за поп музика „Цветен камертон“, който по традиция се провежда ежегодно през месец април в Сливен.

## Дискография

### Малки плочи
- 1974 – „Панайот Панайотов“
(SP, Балкантон – ВТК 3133)
- 1978 – „Панайот Панайотов“
(SP, Балкантон – ВТК 3461)
- 1980 – „Елена“
(SP, Балкантон – ВТК 3536)
- 1982 – „Момчето, което говори с морето“
(SP, Балкантон – ВТК 3717)
- 1989 – „Ванга“
(SP, Балкантон – ВТК 3962)

### Студийни албуми
- 1981 – „Обич“
(LP, Балкантон – ВТА 10702)
- 1983 – „Сватба“
(LP, Балкантон – ВТА 11293)
- 1989 – „Ванга“
(LP, Балкантон – ВТА 12439)
- 1992 – „Здравей, обич моя“
(MC, UNISON Music Co)
- 1994 – „Шопкиня“
(MC, Riva Sound и Vega-M – RS0176)
- 1995 – „Без маска и грим“, дуетен албум с Росица Кирилова
(MC, Riva Sound – RS-0210)
- 1996 – „Певецът“
(CD, Riva Sound – RSCD3039)

През 1996 г. Рива саунд издава албума и на две отделни аудиокасети: „Певецът. Хитове 1“ (RS - 0240) и „Славяни. Хитове 2“ (RS - 0241).
- 1997 – „Маринела“
(MC, Унисон Ем Си Ем – А 0003596)
- 2000 – „Вдигам тост“
(MC и CD, Милена рекърдс – MR 200004 – 2)
- 2006 – „Шопкиня 2“
(CD, Панайот Панайотов)
- 2021 – „Солена кръв“
(CD, Sunrise Marinov – SM 0354)

### Компилации
- 1999 – „Момчето, което говори с морето. 20 златни хита“
(CD, Riva Sound – RSCD3052)
- 2002 – „Зодия Овен. Златни хитове 2“
(CD, Riva Sound – RSCD 3095)
- 2009 – „The Best 1“
(CD, BG Music company)
- 2009 – „The Best 2“
(CD, BG Music company)
- 2011 – „Песен моя. 60 години златни хитове за жени и любов“
(CD, BG Music company)
- 2018 – „Златна колекция“
(2 CD, BG Music company)

### Други песни
- 1974 – „Моя младост“ – м. Евгени Платов, т. Първолета Прокопова, ар. Панайот Славчев, съпр. орк. „Метроном“, дир. П. Славчев – втора награда на Петия младежки конкурс за забавна песен (Балкантон – ВТК 3152)
- 1974 – „Строителна пролет“ – м. Атанас Косев, т. Димитър Светлин, ар. Найден Андреев, съпр. ЕОКТР, дир. Вили Казасян – „3 от 8“ – юни, от плочата „За вас, строители“ (Балкантон – ВТА 1729)
- 1975 – „И вятърът пее тази песен“ – м. Иван Панталеев, т. Стефан Гоцев, ар. Томи Димчев, съпр. орк. „Бургас“, дир. Т. Димчев – първа награда в конкурса „Песни за Бургас, морето и неговите трудови хора“ (Балкантон – ВТА 1799)
- 1975 – „Тихият залив“ – м. Атанас Косев, т. Недялко Йорданов, ар. Томи Димчев, съпр. орк. Бургас, дир. Т. Димчев – от конкурса „Песни за Бургас, морето и неговите трудови хора“ (Балкантон – ВТА 1799)
- 1975 – „Песен за трудова София“ – м. Атанас Косев, т. Димитър Точев, ар. Томи Димчев, съпр. ЕОКТР, дир. В. Казасян – от плочата „Песни за София“ (Балкантон – ВТА 1705)
- 1975 – „Родина-надежда“ – м. Атанас Косев, т. Миряна Башева, ар. Томи Димчев, съпр. вок. гр. и ЕОКТР, дир. В. Казасян – от фестивала „Златният Орфей“ (Балкантон – ВТА 1816)
- 1975 – „Слънчогледи 23-а“ – м. Атанас Косев, т. Димитър Стойчев, ар. Томи Димчев, съпр. ЕОКТР, дир. Т. Димчев – от плочата „Пеем за нашето време“ (Балкантон – ВТА 1733)
- 1976 – „Пейте, другари чавдарци“ – м. Светозар Русинов, т. Орлин Орлинов, ар. Иван Ангелов, съпр. вок. гр. – от фестивала „Златният Орфей“ (Балкантон – ВТА 1948)
- 1979 – „Към българския космонавт“ – м. Димитър Вълчев, т. Найден Вълчев, ар. Георги Робев – от плочата „Звездни братя“ (Балкантон – ВТА 1700)
- 1979 – „Не мога да спра да те обичам“ – м. и т. Дон Гипсън, съпр. ЕОКТР, дир. В. Казасян – голямата награда на фестивала „Златният Орфей“ (Балкантон – ВТА 1792)
- 1979 – „Художник“ – м. и ар. Тодор Филков, т. Харалампи Харалампиев – „Мелодия на годината“ – март (Балкантон – ВТА 10467)
- 1979 – „Бургаско море“, с Доника Венкова и „Студио В“ – м. и ар. Димитър Пенев, т. Илия Буржев, съпр. ЕОБР, дир. В. Казасян – от фестивала „Песни за морето и Бургас“ (Балкантон – ВТА 10407)
- 1979 – „Баллада“ – м. и т. Гибсън – от плочата „VI Международный молодежный фестиваль песни „Красная гвоздика“ (г. Сочи)“ (Мелодия – С90—13445 – 6)
- 1984 – „Любовь“ – м. Морис Аладжем, т. Тодор Анастасов – от плочата „Песни Мориса Аладжема (НРБ)“ (Мелодия – С60 21101 006)
- 1984 – „Мой слънчев град“ – м. Йордан Чубриков, т. Теодора Ганчева, ар. И. Илиев, съпр. ЕО „Габрово“, дир. Манол Цоков – от малка плоча „Песни за Бяла“ (Балкантон – ВТК 3800)
- 1985 – „Расставание“ – м. Вили Казасян, т. Георги Джагаров – от плочата „Москва – София“ (Мелодия – С60 21921 002)
- 1985 – „Кукери“ – м. Йордан Колев, т. Павел Славянски, ар. Кирил Маричков – от плочата „Йордан Колев. Избрани песни“ (Балкантон – ВТА 11535)
- 1986 – „Белият град“ – м. и ар. Морис Аладжем, т. Димитър Ценов, съпр. гр. „LZ“ – от плочата „Песни за Балчик“ (Балкантон – ВТА 11965)
- 1986 – „Свири, хармонико“ – м. Йордан Чубриков, т. Янислав Янков, ар. Тодор Филков, съпр. ЕОКТР, дир. В. Казасян – от плочата „Песни за Балчик“ (Балкантон – ВТА 11965)
- 1986 – „Българска песен“ – м. Морис Аладжем, т. Петър Караангов, ар. Иван и Евгени Платови – от плочата „Песни за южния град 2“ (Балкантон – ВТА 11966)
- 1988 – „Свадьба“ – м. Иван Пеев, т. Жива Кюлджиева – от плочата „Не только любовь... Песни Ивана Пеева“ (Мелодия – С60 27701 006)
- 1989 – „Нощно време“ – м. и ар. Димитър Пенев, т. Тодор Анастасов, съпр. орк. „Бургас“, дир. Иван Панталеев – от плочата „25 години океански риболов Бургас“ (Балкантон – ВТА 12401)
- 1994 – „Айн, цвайн, драйн, дрън!“ – м., т. и ар. Кристиян Бояджиев и Михаил Йончев – от касетата „Вяра, надежда, любов“ на Михаил Йончев (Riva Sound)
- 1994 – „Банско“ – м. и ар. Димитър Пенев, т. Димитър Керелезов, съпр. орк. „Пирин фолк“ с рък. Димитър Динев – от фестивала „Пирин фолк ’94“
- 1995 – „Време за нежност“, с Росица Кирилова, Виолета и Красимир Гюлмезови – м. и т. Росица Кирилова, ар. Красимир Гюлмезов – от албума „Обич“ на дует „Шик“ (CD, Пайнер)
- 1996 – „Скитникът“ – м. и ар. Асен Драгнев, т. Живко Колев – от фестивала „Златният Орфей“ (CD, Балкантон – 070178/79)
- 1998 – „Време е изглежда“ – м. Тончо Русев, т. Ваньо Вълчев, ар. Димитър Гетов
- 2002 – „Първо либе“ – м. и т. Росица Кирилова, ар. Красимир Гюлмезов – от диска „Роси и приятели“ на Росица Кирилова (CD, Riva Sound – RSCD 3094)
- 2002 – „Сбогом, Мария“ – м. Емил Димитров, т. Васил Андреев, ар. Митко Щерев – от диска на Емил Димитров „Само един живот не е достатъчен...“ (CD, Riva Sound – RSCD 3096)
- 2003 – „Ревност“, дует с Поли Паскова – м. и ар. Максим Горанов, т. Пейо Панталеев – от албума на Поли Паскова „Полина Паскова“ (CD, Пайнер)
- 2005 – „Бащин край“ – м., т. и ар. Кирил Икономов – от албума на Кирил Икономов „За приятелите наши“ (2 CD + DVD, Кончето ‎– MN – 19002704)
- 2005 – „Завръщане“ – м. и ар. Александър Савелиев, т. Александър Александров – от фестивала „Бургас и морето“
- 2008 – „Семеен спомен за Поморие“, дует със Стефка Берова – м. Атанас Косев, т. Недялко Йорданов, ар. Бойко Петков
- 2008 – „Шофьорите са като ято“, дует със Стефка Берова – м. Георги Тимев, т. Стефан Чирпанлиев, ар. Бойко Петков
- 2009 – „Магдалена“ – м. и ар. Светослав Лобошки, т. Борислав Мирчев – първа награда от конкурса „София пее“
- 2013 – „Еделвайс“ – м. и ар. Найден Андреев, т. Иван Тенев – от фестивала „Пирин фолк“ (CD, Sunrise Marinov)
- 2015 – „Не ме докосвай с пръсти“ – м. и ар. Димитър Караминков, т. Живко Колев – специална награда от конкурса „Лирата на Орфей“ – Пловдив
- 2017 – „Бургаски спомен“, дует с Росица Кирилова – м. и ар. Светослав Лобошки, т. Пейо Пантелеев – от диска на Росица Кирилова „35 години на сцена – любими песни“ (2 CD, BG Music company)
- 2020 – „Солена кръв“ – м. и ар. Светослав Лобошки, т. Иван Тенев
- 2022 – „Мижав интерес“, с DJ Dian Solo, Криско и Гергана Стоянова – м. Диан Савов, Кристиан Талев-Криско и Панайот Панайотов, т. Кристиан Талев-Криско, ар. Диан Савов и Кристиан Талев-Криско
- 2025 – „Ти живееш в мене“ – м. и ар. Иван Иванов, т. Недялко Йорданов – посветена на 85-годишнината на Недялко Йорданов